# Thesen über Feuerbach

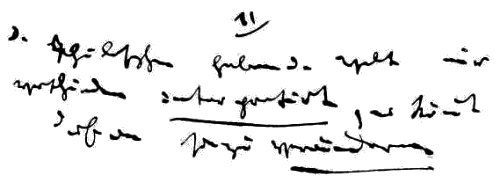
Elfte These, Original-Handschrift von Marx

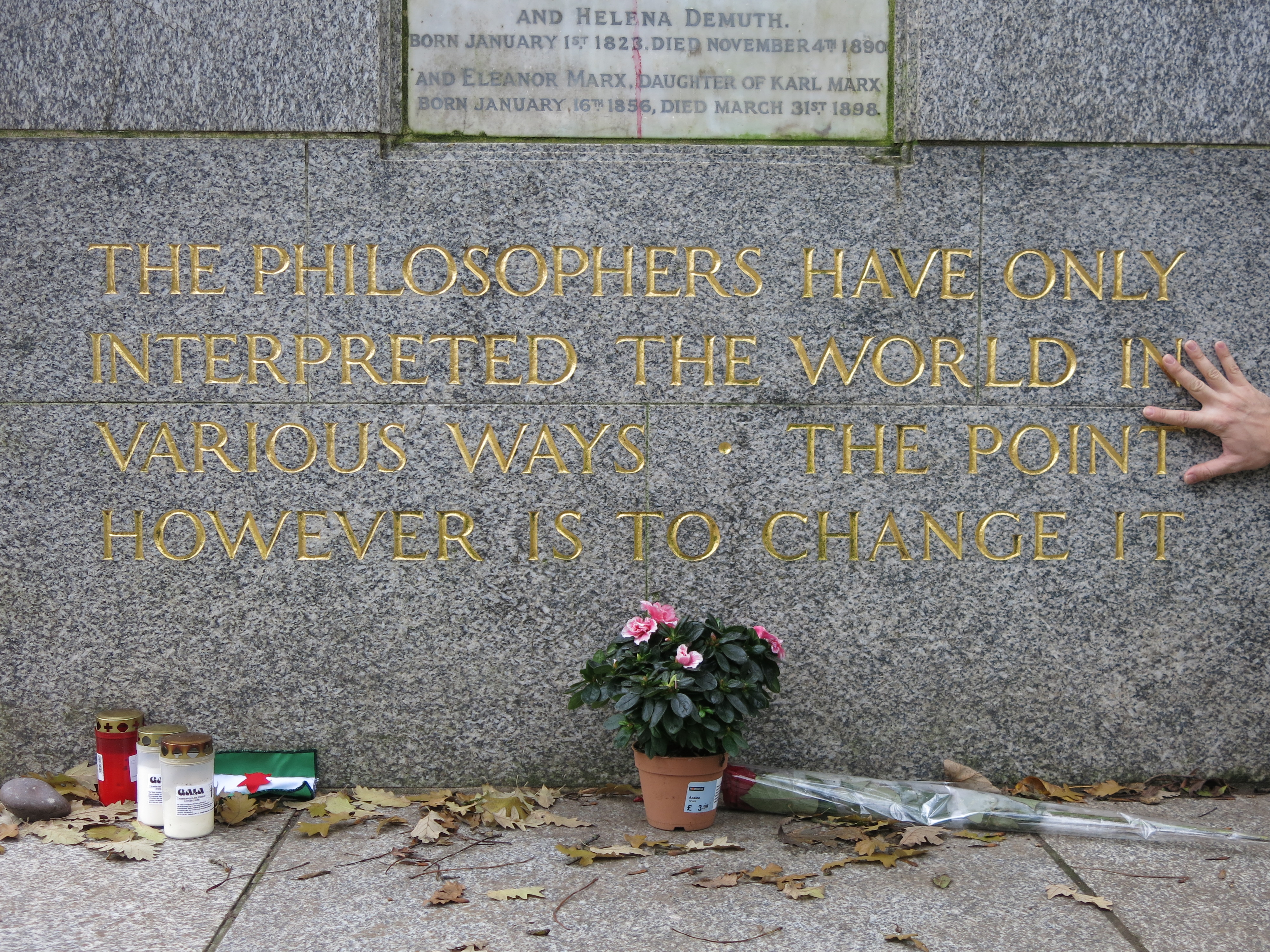
Inschrift im Marx-Grabmal in London (1956)

Die elf Thesen über Feuerbach von Karl Marx stellen neben der zusammen mit Friedrich Engels verfassten Deutschen Ideologie (1845) die erste Formulierung seiner materialistischen Geschichtsauffassung dar.

## Allgemeines
Die Thesen sind in zwei Fassungen überliefert:
- Den ursprünglichen Text verfasste Marx nach Aussage von Engels „im Frühjahr 1845“, jedenfalls nicht später als Anfang Juni 1845 in Brüssel. Er ist in seinem Notizbuch 1844–1847 unter der Überschrift „1. ad Feuerbach“ enthalten und wurde zwischen April und Juni 1845 datiert.[1]
- Veröffentlicht wurden die Thesen erst postum im Jahr 1888 von Friedrich Engels, der sie redaktionell bearbeitete und unter dem Titel Marx über Feuerbach einer Ausgabe seiner eigenen Schrift Ludwig Feuerbach und der Ausgang der klassischen deutschen Philosophie als Anhang beifügte.

Marx kritisiert Feuerbach auf der Basis der hegelschen Dialektik. In seiner letzten, elften These, „Die Philosophen haben die Welt nur verschieden interpretirt, es kömmt drauf an sie zu verändern“, fasst er seine Haupteinwände gegen Feuerbach zusammen. Feuerbach verbleibe bei einem anschauenden Materialismus und könne daher die Gesellschaft nicht als materielle Wirklichkeit begreifen, die aus dem Handeln der Menschen erwachse, und vergesse, dass die Umstände von den Menschen verändert und der Erzieher selbst erzogen werden muss.
Marx betont die dialektische Spannung zwischen abstraktem Individuum und Gesellschaft. Das Individuum kann materialistisch nur als Ensemble der gesellschaftlichen Verhältnisse verstanden werden. Die gesellschaftlichen Verhältnisse selbst sind wiederum Ergebnis des Handelns menschlicher Individuen. Als Ausweg, der die anschauende Reproduktion der bürgerlichen Gesellschaft überwindet und zu einer menschlichen Gesellschaft oder vergesellschafteten Menschheit führt, bleibt nur ein revolutionärer Prozess der Praxis.

## Text
in der Fassung von Friedrich Engels 1888
- Friedrich Engels: Ludwig Feuerbach und der Ausgang der klassischen deutschen Philosophie. J. H. W. Dietz, Stuttgart 1888, S. 69–72.
- Archiv K. Marx und F. Engels, Bd. 1, Moskau 1924, S. 203–210. (Original Entzifferung und Faksimile) (russisch)
- Karl Marx: Thesen über Feuerbach. [Nach dem mit dem Marxschen Manuskript von 1845 verglichenen Text der Ausgabe von 1888] In: Karl Marx, Friedrich Engels: Ausgewählte Schriften in zwei Bänden. Band 2, Berlin 1955.
- Transkript der Originalniederschrift (moderne Orthografie) 1845, Marx-Engels-Werke Bd. 3, S. 5–7 (http://www.mlwerke.de)
- Transkript der Originalniederschrift (originale Orthografie) 1845, Marx-Engels-Gesamtausgabe Abteilung IV. Bd. 3, Akademie Verlag, Berlin 1998,  S. 19–21. ISBN 3-05-003398-3

## Rezeption
- „Es kommt drauf an, sie zu verändern“, Dokumentation über die Frauenarbeitswelt in der BRD (1973)